# Cappella di Santa Barbara (Grosseto)
La cappella di Santa Barbara è un ex luogo di culto cattolico di Grosseto.
L'edificio sorge all'interno del bastione Fortezza, cittadella fortificata delle mura di Grosseto, e forma insieme ad altri fabbricati il complesso delle "casette cinquecentesche", che si affaccia sulla piazza d'Armi di fronte al Cassero Senese.

## Storia
La piccola cappella militare sorse nel 1594 quando venne completata la cittadella fortificata delle mura medicee; portava la dedicazione di Santa Lucia, dal nome della chiesa di Santa Lucia demolita per l'edificazione dell'omonimo baluardo del bastione Fortezza. La cappella fu poi dedicata a Santa Barbara, come ricorda lo storico Francesco Anichini nel 1751.
La cappella di Santa Barbara fu aperta al culto finché fu sede del Distretto militare di Grosseto (istituito nel 1840), poi sconsacrata agli inizi del XX secolo. Nel 1924 vennero rimosse le salme di Francesco Dardinella, patrizio fiorentino, e della contessa Anna Camilla Petrucci Tolomei, tumulate al suo interno, per la trasformazione della chiesa in ambienti militari. Spogliato delle funzioni militari al termine della seconda guerra mondiale, l'edificio insieme all'intero complesso delle "casette cinquecentesche" andò incontro al degrado, finché non iniziò un'opera di studio e restauro complessivo del Cassero Senese e della cittadella avviata nel 1977. La cappella con le casette cinquecentesche furono restaurate tra il 1997 e il 2002.

## Descrizione

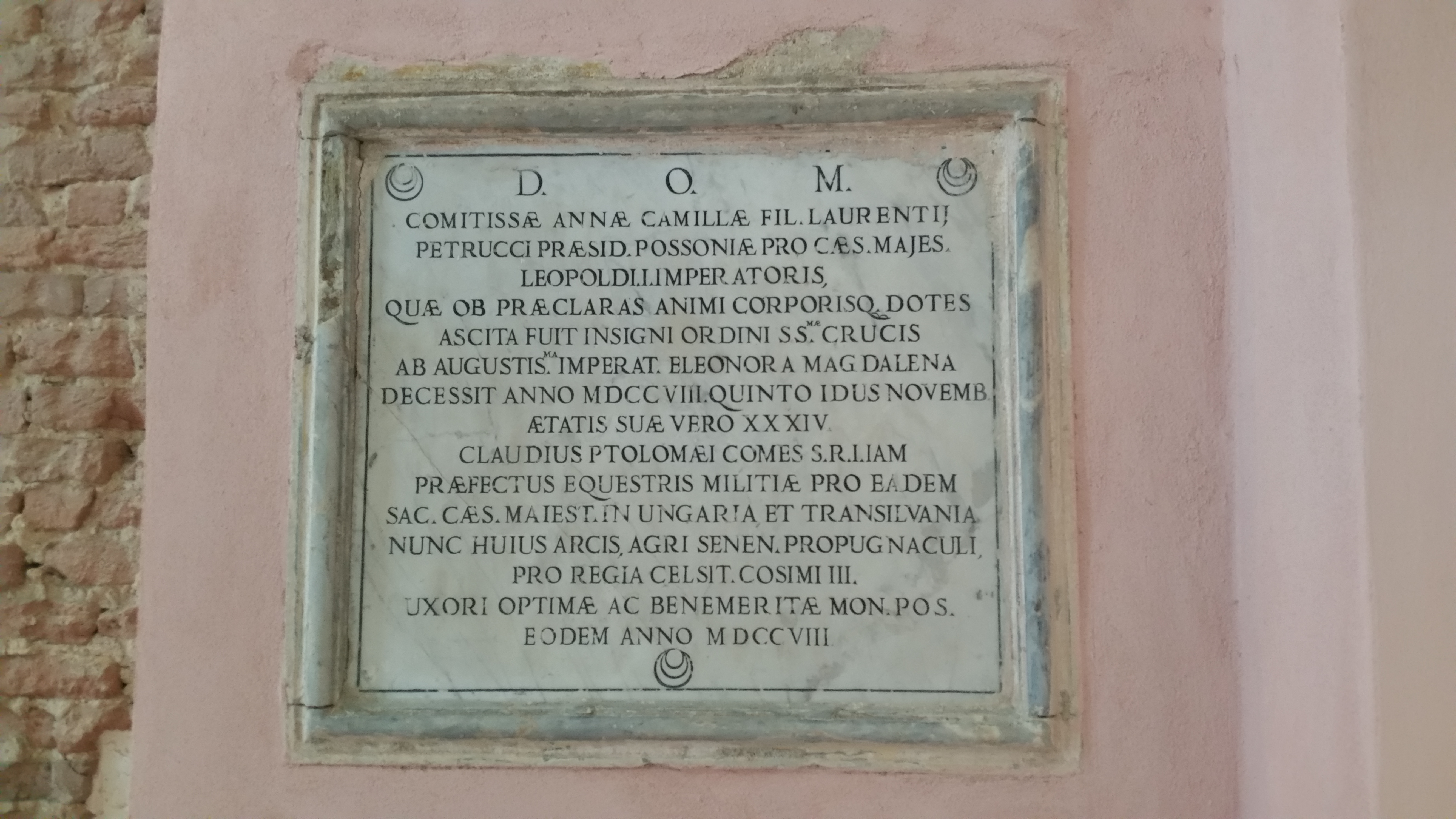
La lapide commemorativa del 1708

La piccola chiesa, ad aula unica, è inglobata nel complesso di fabbricati del XVI secolo (le cosiddette "casette cinquecentesche") che si affacciano sulla piazza d'Armi, all'interno del bastione Fortezza.
La facciata si presenta con linee piuttosto semplici, con portale d'ingresso, piccolo rosone e strutture murarie rivestite in intonaco; all'interno si notano alcune tracce di affreschi, verso il luogo dove si trovava l'altare, mentre sulla parete destra è visibile una lapide marmorea datata 1708 in ricordo della contessa Anna Camilla Petrucci Tolomei che qui era sepolta.